# Дотор-Маурисиу-Кардозу
Дотор-Маурисиу-Кардозу (порт. Doutor Maurício Cardoso)  —  муниципалитет в Бразилии, входит в штат Риу-Гранди-ду-Сул. Составная часть мезорегиона Северо-запад штата Риу-Гранди-ду-Сул. Входит в экономико-статистический  микрорегион Трес-Пасус. Население составляет 5679 человек на 2006 год. Занимает площадь 256,323 км². Плотность населения — 22,2 чел./км².

## Статистика
- Валовой внутренний продукт на 2003 составляет 78.217.722,00 реалов (данные: Бразильский институт географии и статистики).
- Валовой внутренний продукт на душу населения на 2003 составляет 13.086,45 реалов (данные: Бразильский институт географии и статистики).
- Индекс развития человеческого потенциала на 2000 составляет 0,765 (данные: Программа развития ООН).